# Simbiosi industriale
Nell'ambito dell'ecologia industriale, per simbiosi industriale si intende l'interazione tra diversi stabilimenti industriali utilizzata al fine di massimizzare il riutilizzo di risorse normalmente considerate scarti. Tali risorse includono risorse di tipo materiale (rifiuti e prodotti), energia, acqua, servizi e competenze. Gli scarti (rifiuti e sottoprodotti) generati da un'impresa possono essere usati da un'altra impresa per sostituire input produttivi o trasformati in nuovi prodotti destinati al mercato finale. La simbiosi industriale è oggi considerata una delle principali strategie per la transizione verso l'economia circolare.

## Storia
Il termine "simbiosi industriale", coniato nel 1947, si evolve nel 1989 grazie all'introduzione dei concetti della biosfera e tecnosfera (relativi rispettivamente alla Natura e all'industria) da parte di Robert Ayres, a cui segue l'introduzione del concetto di ecologia industriale elaborato dal fisico Robert Frosch nel 1992.
Nel 2003 è stato implementato un programma nazionale di simbiosi industriale nel Regno Unito quale strumento operativo per la pianificazione sostenibile industriale, denominato National Industrial Symbiosis Programme (NISP), replicato poi in altre 20 nazioni.

## Basi teoriche
L'applicazione del concetto di simbiosi industriale si basa in primo luogo sulle leggi della termodinamica, in particolare sulla legge di conservazione della massa e sulla legge di conservazione dell'energia, sulla base delle quali è possibile dedurre che, almeno in linea teorica, il quantitativo di materiali e di energia non utilizzati da un processo industriale possono essere utilizzati da un altro processo industriale.
Per la realizzazione di un sistema di simbiosi industriale si parte anzitutto dall'analisi di un modello del sistema costituito dall'ambiente e dall'industria (intesa in senso ampio), stabilendo i flussi di materia e di energia che intercorrono tra tali sistemi.
Qualsiasi sistema industriale, sociale o economico è caratterizzato dal suo "metabolismo fisico", vale a dire l'estrazione di materie prime, la loro trasformazione in beni e servizi e la restituzione di materiali all'ambiente.
Tutti i processi di trasformazione della materia sono alimentati dall'energia. La questione è come gestire in modo sostenibile la quantità e la qualità di materiali ed energia che entrano ed escono dal processo produttivo, cioè il cosiddetto "metabolismo industriale".

## Benefici
L'adozione della simbiosi industriale può consentire la creazione di benefici economici per le imprese e ambientali per la società, simultaneamente. Le imprese possono ottenere benefici economici grazie alla riduzione dei costi di produzione. I benefici ambientali, a vantaggio della collettività, riguardano la riduzione della quantità di rifiuti smaltiti e degli input produttivi (es. materie prime) usate dal sistema economico.

## Strumenti utilizzati
L'applicazione del concetto di simbiosi industriale può avvenire sfruttando diversi strumenti, tra cui:
- Analisi del ciclo di vita di un processo: per svolgere un'analisi completa dei flussi di materia e di energia entranti e uscenti in un processo[11].
- Integrazione termica: allo scopo di sfruttare il calore di scarto di un processo industriale come sorgente di energia termica di un altro processo industriale[3].
- Analisi enterprise input-output: allo scopo di mappare i flussi di rifiuti tra processi produttivi appartenenti alla stessa impresa o a imprese diverse[12][13].

## Barriere alla simbiosi industriale
Pratiche di simbiosi industriale devono essere fattibili contemporaneamente dal punto di vista economico, tecnico e legale.
Le barriere alla simbiosi industriale possono essere classificate in tre categorie:
- Barriere personali. Riguardano la mancata conoscenza delle pratiche di simbiosi industriale e i benefici potenziali da parte dei manager.
- Barriere a livello di impresa. Riguardano la volontà di stabilire relazioni di cooperazione che riguardino rifiuti (risorse di scarso valore) con altre imprese.
- Barriere interaziendali. Riguardano difficoltà nelle relazioni con altre imprese (es. mancanza di fiducia nel partner, problemi operativi[15][16][17], eccessiva dipendenza dal partner).